# Thornelya
Thornelya är ett släkte av mossdjur. Thornelya ingår i familjen Hippopodinidae.
Kladogram enligt Catalogue of Life:
| Thornelya | \| \| Thornelya ceylonica \| \| \| \| \| \| Thornelya fuscina \| \| \| \| \| \| Thornelya mila \| \| \| \| \| \| Thornelya perarmata \| \| \| \| |
|           | \| \| Thornelya ceylonica \| \| \| \| \| \| Thornelya fuscina \| \| \| \| \| \| Thornelya mila \| \| \| \| \| \| Thornelya perarmata \| \| \| \| |
|           | Hippopodina |
|           | |
|           | Trilochites |
|           | |
|           | Thornelya ceylonica |
|           | |
|           | Thornelya fuscina |
|           | |
|           | Thornelya mila |
|           | |
|           | Thornelya perarmata |
|           | |

|  | Thornelya ceylonica |
|  |                     |
|  | Thornelya fuscina   |
|  |                     |
|  | Thornelya mila      |
|  |                     |
|  | Thornelya perarmata |
|  |                     |